# Быховская синагога
Быховская синагога — главная синагога в городе Быхов, Белоруссия.
Памятник архитектуры барокко начала XVII века, с круглой башней и бойницами. Образец оборонного храма, который во время боевых действий служил хорошо защищенной крепостью. Построена в 1620-е годы.
Синагога запирала вход из прилегавших улиц северо-западной части города. Имеет простые карнизы, неглубокие прямоугольные ниши. Окна с полуциркулярными арочными завершениями размещены высоко. Квадратный зал внутри разделен четырьмя столбами на девять равных частей, перекрытых сводами.
Здание представляет собой центрическую постройку размером 20×21 м, толщиной стен около 2 м. Особенностью композиции является круглая угловая башня, сильно выступающая за пределы основной постройки. Эта башня придает постройке крепостной характер. Разбивка окон на значительной высоте и бойницы в аттиковом ярусе также свидетельствуют об оборонном характере постройки. По-видимому, ей в системе частновладельческого укрепленного города-крепости отводилась определенная роль.
Планируется реконструкция синагоги.

## На старинных фотографиях
- До 1914
- До 1914
- 1930-е